# Люди, пов'язані зі Стриєм
Люди, які народились або тривалий час жили та працювали у Стрию:

## А
- Адам Опольський — інженер, архітектор.
- Антонов Віталій Борисович — підприємець, Генеральний Почесний консул Литовської Республіки у Львові.
- Антонович Мирослава Володимирівна — діячка ОУН, двоюрідна сестра Степана Бандери.

## Б
- Базильків Ольга — член ОУН, Пласту, Союзу українок та товариства Сокіл.
- Бандера Андрій Михайлович — священик УГКЦ, культурно-громадський діяч, політик, батько Степана Бандери.
- Бандера Оксана Андріївна — педагог, громадсько-культурна діячка, сестра Степана Бандери.
- Бандера Степан Андрійович — український політичний діяч, голова Проводу ОУН-Б.
- Бандера Тарас Йосипович — племінник Степана Бандери.
- Бандера-Давидюк Володимира Андріївна — громадсько-культурна діячка, учасниця національно-визвольного руху, сестра Степана Бандери.
- Бандрівський Микола Стефанович — археолог, доктор історичних наук, в. о. завідувача відділом археології Інституту українознавства ім. Івана Крип'якевича НАН України, професор.
- Барабаш Григорій — підпільник ОУН, воїн батальйону «Роланд».
- Бачинська Ольга Антонівна — громадський діяч, колекціонер та знавець української народної вишивки.
- Бебешко Володимир Володимирович — звукорежисер, музичний продюсер.
- Безручак Андрій Іванович — капітан Збройних сил України, учасник російсько-української війни, загинув у боях за Іловайськ.
- Бей Омелян — економіст, професор.
- Бенько Олег Іванович — футболіст.
- Берегуляк Іван — член Пласту.
- Бичко Зиновій Михайлович — діалектолог, мовознавець.
- Білецький Андрій Михайлович — провідний діяч Греко-католицької Церкви.
- Бобикевич Олекса Христофорович — священик УГКЦ, діяч партії народовців.
- Боднар Ігор Ярославович — художник, графік, професор.
- Боднарук Іван — педагог, письменник, есеїст, журналіст, громадський діяч.
- Брістігер Юлія — польська комуністка єврейського походження, полковник держбезпеки.
- Буксбаум Соломон — американський фізик і технолог, науковий радник президентів США.

## В
- Вайгль Рудольф Штефан — біолог, медик, автор вакцини проти тифу.
- Величко Ярослава Осипівна — журналістка.
- Весоловський Богдан — пісняр, композитор, акордеоніст.
- Вігак Василь Михайлович — український фізик, доктор фізико-математичних наук, професор, співробітник Інституту прикладних проблем механіки і математики імені Я. С. Підстригача НАН України.
- Войцеховський Зигмунт — польський історик і політик.

## Г
- Гавришкевич Сильвестр — архітектор.
- Галайчук Богдан-Тадей — правник, політолог, публіцист, науковець.
- Генрік Галеєн — німецький кінематографіст періоду німого кіно.
- Герасимчук Василь Іванович — історик.
- Горникевич Мирон — церковний і громадський діяч.
- Громов Артем Ігорович — футболіст.
- Густав Ціріц — військовий діяч, генерал-майор, начальник штабу Української галицької армії.

## Ґ
- Ґошко Микола Михайлович — військовий комендант Стрия в часи ЗУНР.

## Д
- Данилюк Володимир Олександрович — футболіст.
- Дахній Андрій Йосипович — історик філософії, перекладач.
- Дзерович Юліан — священик УГКЦ, галицький педагог, церковний і освітньо-культурний діяч, меценат.
- Джозеф Кофлер — польський композитор.
- Дичковський Микола — священик.
- Дубровний Юрій Михайлович — футболіст.

## Є
- Ємець Дарія — художниця, хореографка.

## Ж
- Жак Ядвіга Кароліна — блаженна Римо-католицької церкви, черниця жіночої чернечої конгрегації «Сестер Пресвятої Родини з Назарету» (назаретянки).

## З
- Заячківський Йосип — священик УГКЦ.
- Збіґнєв Месснер — польський політик і економіст, Прем'єр-міністр Польщі(1985—1988).
- Зубріхін Олександр — боксер.

## І
- Іванків Євген — український журналіст, поет, перекладач, церковний діяч.
- Ільків Ольга Фаустинівна — зв'язкова Романа Шухевича.
- Ільницький Руслан Якович — міський голова міста Моршина Львівської області (від 2006 року).
- Ісаєвич Дмитро Григорович — громадський та політичний діяч, журналіст.
- Ісаєвич Ярослав Дмитрович — український історик, громадський діяч.

## К
- Казимир Вежинський — польський поет, прозаїк, есеїст.
- Казімєж Новак — польський мандрівник, кореспондент і фотограф, піонер польського репортажу.
- Калашников Михайло Тимофійович — російський конструктор стрілецької зброї.
- Кардаш Василь Ярославович — футболіст.
- Кем Болеслав — президент Стрия у період Другої Речі Посполитої.
- Коваль Сузанна Василівна — драматична актриса.
- Колесса Філарет Михайлович — етнограф, фольклорист, композитор, музикознавець і літературознавець.
- Колодзей Ян — польський боксер, віце-чемпіон Польщі у легкій вазі.
- Кондратьєв Ярослав Юрійович — генерал-полковник міліції, ректор Національної академії внутрішніх справ України(1994—2005), кандидат юридичних наук, професор.
- Корнелій Макушинський — польський прозаїк, поет, фелейтоніст, театральний критик, член Польської Академії літератури.
- Коциняк Ян — польський актор театру, кіно, телебачення і кабаре, а також актор озвучування.
- Кміт Михайло — український художник, який довший час проживав і творив в Австралії.
- Кравців Михайло — український політичний діяч, сотник УГА, інженер-землемір. Член-засновник УВО та ОУН.
- Красівський Зеновій Михайлович — поет, літератор, член Українського Національного Фронту (УНФ) та Української Гельсінської Групи (УГГ).
- Крушельницька Лариса Іванівна — археолог, бібліотекознавець, доктор історичних наук, професор.
- Крушельницький Іван Антонович — поет, художник, драматург, декоратор, мистецтвознавець і літературний критик.
- Кучабський Юрій Любомирович — підприємець.

## Л
- Лаврись Василь Михайлович (1988—2017) — сержант Збройних Сил України, спецпризначенець Сил спеціальних операції, учасник російсько-української війни.
- Левинський Володимир Лукич — письменник і громадський діяч, видавець, літературознавець.
- Левинський Іван Іванович — український архітектор, педагог, підприємець, громадський діяч.
- Левко Дурко — український співак, шоумен.
- Луї Беглі — американський письменник та адвокат єврейського походження.
- Лучицька Катерина Людвиківна — актриса.

## М
- Марітчак Олександр — адвокат, політичний діяч, професор.
- Мартович Лесь — письменник та громадський діяч.
- Микитка Тарас Остапович — диригент; професор Донецької державної консерваторії ім. С.Прокоф'єва, Народний артист України (1990).
- Мирослав (Любачівський) — єпископ УГКЦ, кардинал Римо-Католицької Церкви; Верховний архієпископ Львівський — предстоятель УГКЦ.
- Михайло Блозовський — греко-католицький священик, капелан.
- Медніс Авґустин — римо-католицький релігійний діяч в Україні.
- Міннігероде Людвіг — австрійський художник портретного і жанрового малярства.
- Мірчук Іван — філософ, історик культури, громадський діяч.
- Музичук Ганна Олегівна — шахістка.
- Музичук Марія Олегівна — шахістка.

## Н
- Нагірний Василь Степанович — український архітектор та громадський діяч.
- Недзвєцька Олена — діячка УВО, ОУН.
- Нижанківський Нестор Остапович — композитор, піаніст і музичний критик.
- Нижанківський Остап Йосипович — священик УГКЦ (капелан), композитор, диригент, громадський діяч.
- Нойман Самуель — лікар-єврей при штабі УПА-«Захід».
- Носович Анджей (* 1867 – † 1940) — польський інженер, міністр залізниць Польської Республіки.
- Нуд Богдан — найстарший ієрей Української Греко-Католицької Церкви.

## О
- Обаль Петро Павлович — живописець і графік.
- Озаркевич Євген Іванович — український лікар. Брат феміністки Наталії Кобринської.
- Олексій (Зарицький) — священик УГКЦ; 27 червня 2001 зачислений папою Іваном Павлом ІІ до лику блаженних.
- Олесницький Євген — український громадсько-політичний діяч, правник, економіст, публіцист, перекладач.
- Ольшанська Ірина Михайлівна — громадський та мистецький діяч.
- Онишко Анатолій Васильович — український перекладач, поет.
- Марта Онуфрів — український журналіст, публіцист, правозахисник, поетеса, автор книг, українська громадська діячка в Канаді.
- Остап Оброца — майстер гравюри, акварелі й олійного живопису.
- Осташ Ігор Іванович — український політик, дипломат, народний депутат України II—IV скликань, Надзвичайний та Повноважний Посол України в Канаді (2006—2011).
- Ожґа Войцех — польський залізничник, громадсько-політичний діяч, комісар-бурмістр Стрия[1]

## П
- Павлів Петро Васильович — професор, вчений-геодезист.
- Паламар Григорій — художник, майстер в техніці художнього скла.
- Палій Ліда — поетеса, прозаїк, малярка і графік, археолог, мандрівник, автор популярних подорожніх нотаток.
- Пежанський Григорій — інженер-архітектор, громадський діяч.
- Пеленський Євген-Юлій — бібліограф, літературознавець, музеєзнавець, видавець, педагог.
- Петрівський Тарас Степанович — футболіст.
- Петрушевич Антоній Степанович — історик, філолог, дослідник історії Галичини, священик УГКЦ.
- Пірус Володимир Миколайович (1975—2017) — старший солдат Збройних сил України, учасник російсько-української війни.

## Р
- Ребет Дарія — визначна політична і громадська діячка, публіцист, за фахом правник. Дружина Лева Ребета.
- Ребет Лев — політичний діяч, публіцист і адвокат, один із лідерів ОУН.
- Роґульський Іван — військовий діяч, хорунжий 4-ї сотні військової формації Українські Січові Стрільці.
- Романчук Роман Романович — російський боксер українського походження.

## С
- Савула Ярема Григорович — математик.
- Сагатовський Іван Лукич — актор, режисер і театральний діяч.
- Святослав (Шевчук) — єпископ УГКЦ; — Верховний архієпископ Києво-Галицький, митрополит Київський — предстоятель УГКЦ.
- Сібіряков Сергій Олександрович — футболіст.
- Скибинський Ярема Антонович — український диригент, заслужений діяч мистецтв УРСР (1985).
- Смородський Петро — адміністративний полковник Армії УНР.
- Собчук Богдан Антонович — біохімік.
- Созанський Олександр Мирославович — професор, завідувач кафедр акушерства ЛНМУ імені Данила Галицького.
- Старун Сергій Володимирович — міський голова Нікополя (1997—2010).
- Пола Стаут — американський дизайнер, жінка відомого автора детективів Рекса Стаута.
- Томаш Стефанішин — польський футбольний воротар, гравець Польської національної збірної з футболу.

## Т
- Тенюх Ігор Йосипович — український флотоводець, адмірал України (зі серпня 2008 р.) у відставці, командувач ВМС України (березень 2006 — березень 2010).
- Тлумак Андрій Богданович — футболіст.

## Ф
- Федюк Назар Андрійович — скрипаль.
- Форостина Євген — музичний діяч, диригент і композитор-автодидакт родом із Галичини, за фахом педагог.
- Франтішек Ржегорж — чеський етнограф; дослідник українського народного побуту і фольклору в Галичині.

## Х
- Харків Олекса — маляр-монументаліст і графік.

## Ц
- Цегельський Артемій — громадський діяч, священик УГКЦ, батько матері політика Олега Тягнибока.

## Ш
- Шанковський Ігор — літературознавець, поет і перекладач.
- Шевчук Святослав — предстоятель Української Греко-католицької церкви.
- Шепарович Альберт-Фелікс — поручник-літун.
- Шинкар Володимир Петрович (1986—2022) — старший солдат Збройних Сил України, учасник російсько-української війни.

## Ю
- Юліян (Ґбур) — єпарх Стрийський (2000—2011), член чернечого Згромадження Товариство Слова Божого.
- Юліан Стрийковський — польський письменник єврейського походження, журналіст.